# Lisa Mazzotti
Maria Elisabetta Mazzotti, detta Lisa (16 luglio 1949), è una doppiatrice e direttrice del doppiaggio italiana.

## Carriera
Tra i molti personaggi che ha doppiato ci sono Duenote Ayase  ne L'incantevole Creamy e Nina di Sailor Moon.
Lei è stata, insieme a Benedetta Brugia e altre doppiatrici, una delle voci fuori campo delle rubriche Meteo 4 di Rete 4, Meteo 5 di Canale 5 e Studio Aperto Meteo di Italia 1.

## Doppiaggio

### Film
- Judith Drake ne La piccola principessa
- Kathryn Kirkpatrick in Air Bud vince ancora
- Ángela Molina ne Il cammino per Santiago

### Film di animazione
- Jenna in Balto - Il mistero del lupo
- Lia in Kimba - La leggenda del leone bianco

### Televisione
- Victoria Principal in Blind Witness - Testimone nel buio
- Dan Warry Smith in Piccoli brividi
- Marla Gibbs ne I Jefferson
- Francesca Annis ne In due s'indaga meglio
- Fiona Hutchinson, Janet Grey, Linda Cook e Denise Pence (2ª voce) in Sentieri
- Munira Haddad in Marina

### Serie animate
- Linus van Pelt in Charlie Brown[3]
- Toot Braunstein in Drawn Together (st. 2 e 3)
- Roxy/Roxanne Pellegrini in Jem
- Sadie (2ª voce) in Pollyanna
- Duenote Ayase ne L'incantevole Creamy
- Mila in Evelyn e la magia di un sogno d'amore
- Ciccio in Sandy dai mille colori
- Nina in Sailor Moon
- Mariette in Lovely Sara
- Susanita in Mafalda (2º doppiaggio)

### Videogiochi
- Strega in Dragon Lore: The Legend Begins[4]

### Direzione del doppiaggio
- Cartoni animati: Chi la fa, l'aspetti! - Iznogoud, Pazze risate per mostri e vampiri, Starla e le sette gemme del mistero, Brividi e polvere con Pelleossa, Insuperabili X-Men, Exosquad, Pippi Calzelunghe, Marsupilami, He-Man and the Masters of the Universe, Che drago di un drago, Angelina ballerina, Giù la maschera duca Filippo